# Rubigall Pál
Rubigall Pál (Rubigally vagy Rubigallus, eredeti nevén Rothan; Körmöcbánya, 1510 körül – Selmecbánya, 1577 körül) wittenbergi tanuló.

## Élete
Családja Selmecbányára költözött. 1537-ben beiratkozott a Wittenbergi Egyetemre. Melanchthon Fülöpnél tanult, akivel később is levelezett. 1540-ben Konstantinápolyba utazott, hogy Werbőczy István mellett Szapolyai János Zsigmond támogatására kérjék Szulejmán szultánt. 10 év németországi tartózkodás után visszatért Selmecbányára, ahol bányatulajdonos lett, illetve 1567-től kölcsönzés fejében Zólyomlipcse várkapitánya, később az egész uradalom tulajdonosa lett. 1574-ben több társával birtokolta a zólyomi vámot. Királyi tanácsos lett. Nevét a korabeli szokás szerint latinosan Rubigallusnak írta. A török ellen hadakozva esett el, mint ahogy később fia Tivadar is Korponánál.
1586-ban a Dóczy nemzetség tiltotta lányait Fruzsinát és Sárát Lipcse vára birtokától. Özvegye halála után Tribell Gáspár fizette ki a várat és az uradalmat az örökösöknek. Zólyomlipcse várában fennmaradt egy sárga homokkő ajtótok, melynek felirata szerint azt ő készíttette.

## Művei
Több műve is közvetíti a magyarországi Hunyadi János kultuszt Wittenbergbe.
- 1537 Querela Pannoniae Ad Germaniam... Wittembergae (költemény)
- 1544 Hodoeporicon Itineris Constantinopolitani. Wittembergae (Melanchthon epigrammája; magyarul 1990-ben jelent meg)
- 1544 Hymni Dvo Prior De Nato Filio Dei Domino Iesv. Christo, Posterior de Stephano martyre. Wittembergae
- 1545 Epistola Pannoniae ad Germaniam. Recens scripta. Wittembergae
- 1985 Opis cesty do Konštantínopolu a iné básne. Bratislava

## További irodalom
- 1834 Közhasznu esmeretek tára A' Conversations-Lexicon szerént Magyarországra alkalmaztatva 10. Q - Snyders. Pest
- 1896 Régi Magyar Könyvtár III/1.
- Miloslav Okál 1980: Pauli Rubigalli Pannonii Carmina. Leipzig
- M. Okál 1978: Martin Rakovský und die Humanisten seiner Zeit. Zborník Filozofickej fakulty Univerzity Komenského - Graecolatina et Orientalia 9–10